# Real Museo de Física e Historia Natural
El Real Museo de Física e Historia Natural (en italiano: Reale Museo di Fisica e Storia Naturale) fue un museo italiano fundado el 22 de febrero de 1775 en la ciudad de Florencia, que sobrevivió hasta 1878. Sus colecciones se repartieron entre varios museos florentinos.

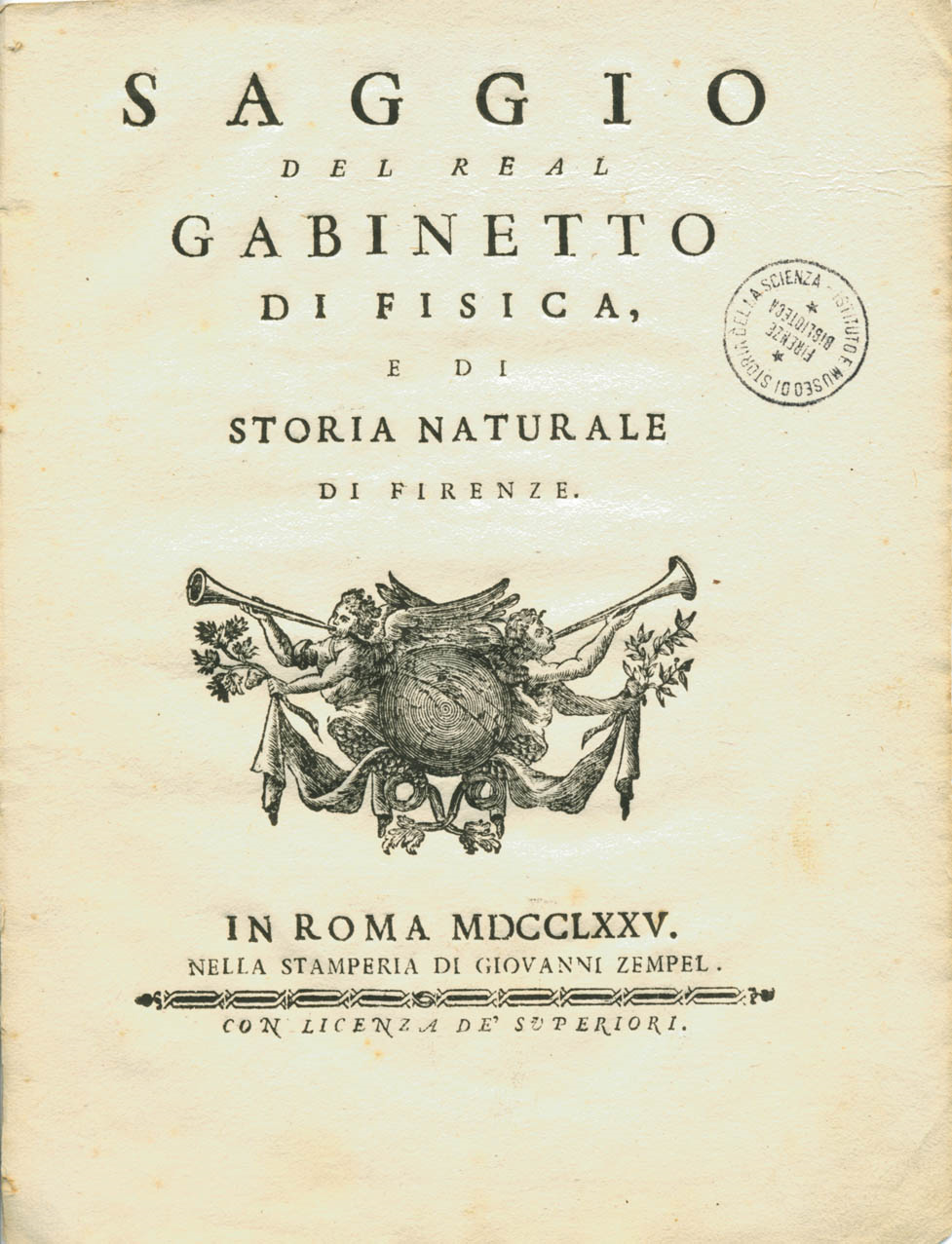
Saggio del Real gabinetto di fisica e di storia naturale di Firenze (Roma, 1775)

## Orígenes
En la década de 1760, el Gran Duque de Toscana Peter Leopold, impulsado por la comunidad científica de Florencia, decidió reorganizar las colecciones de historia natural y científica que fueron reunidas por la familia Medici y aumentaron en los siglos siguientes.
En 1763, el médico y naturalista Giovanni Targioni Tozzetti ya había catalogado los especímenes naturales alojados en la Galleria Imperiale de Florencia. En 1766, el Gran Duque encargó al fisiólogo trentino Felice Fontana que reuniera las colecciones de instrumentos científicos que se encuentran en el Palacio Pitti. En 1771 también recogió una gran parte de los instrumentos Medici que se guardaban en el Stanzino delle Matematiche (Sala de Matemáticas) de la Galería de los Uffizi. Las obras de restauración del Palacio Torrigiani, que debía albergar el Reale Museo di Fisica e Storia Naturale, comenzaron en 1772.
Por iniciativa del Gran Duque, Fontana se rodeó de un pequeño grupo de jóvenes eruditos que incluía a Giovanni Fabbroni, con quien Fontana estableció una estrecha relación.
El museo fue inaugurado oficialmente en 1775 bajo la dirección de Fontana, quien fue apoyado por Fabbroni como subdirector.

## Las Colecciones

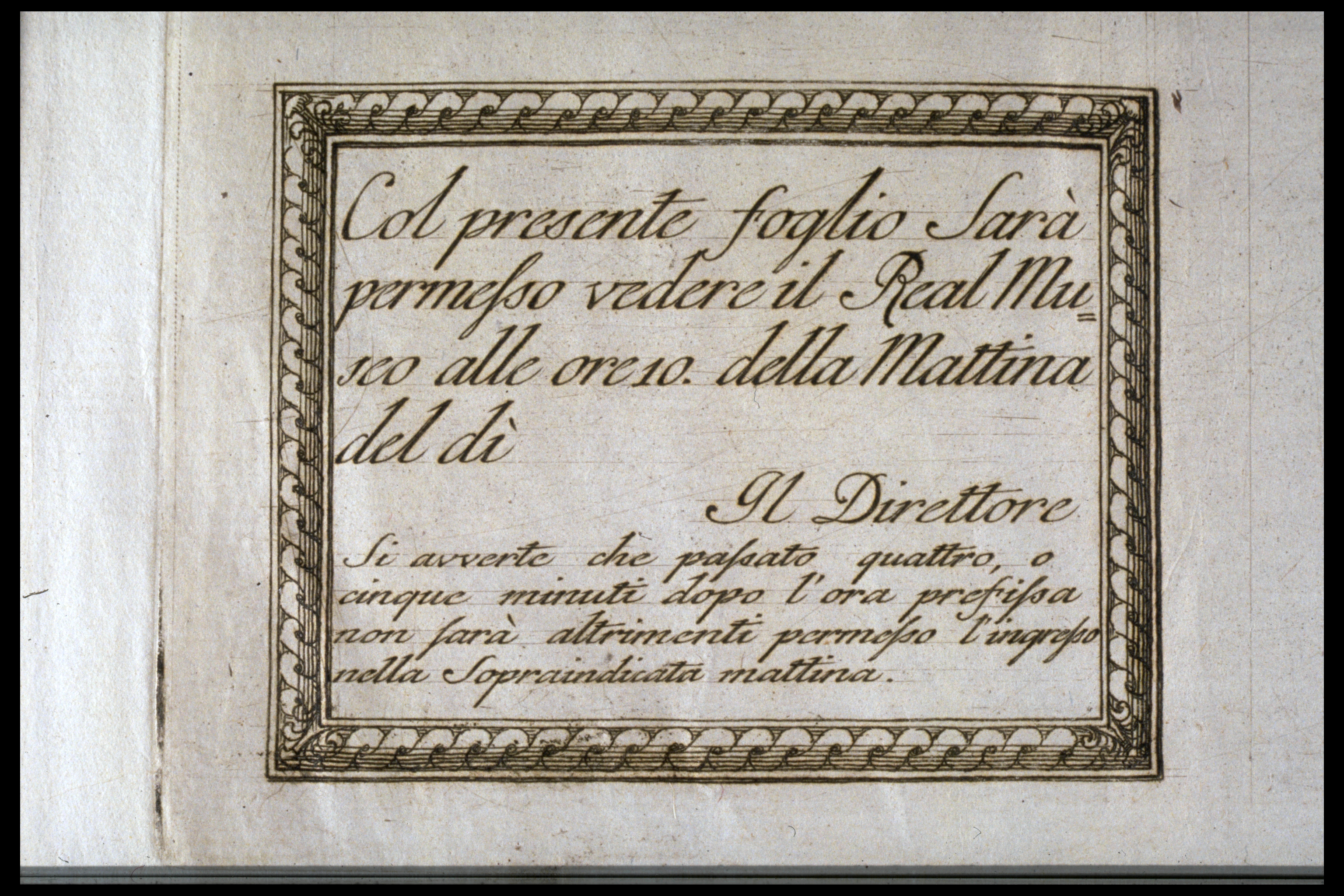
Entrada para la visita del Museo Real de Física e Historia Natural de Florencia

Desde su fundación, el Reale Museo albergó instrumentos científicos, especímenes naturales y una gran colección de modelos anatómicos de cera que provenían de colecciones anteriores o fueron hechos especialmente para ser exhibidos en el nuevo museo.
El primer núcleo de los instrumentos científicos alojados en el museo provino del laboratorio de física del Palacio Pitti . Luego vinieron 202 objetos de las colecciones de Medici en la Galería de los Uffizi, que comprendían instrumentos de medición, matemáticos y astronómicos, incluida la brújula geométrica y militar de Galileo y la lente que usaba para observar el cielo, el instrumento de Egnazio Danti del Primer móvil, Giovan Battista. Los cuadrantes de Giusti, los relojes solares y nocturnos de Della Volpaia y la esfera armilar de Antonio Santucci. Finalmente, los instrumentos de la Accademia del Cimento se trasladaron del Palacio Pitti al Reale Museo también.
En cuanto a los especímenes de historia natural, el museo albergaba las colecciones reorganizadas por Targioni Tozzetti, incluidos los herbarios de Pier Antonio Micheli y las colecciones del naturalista holandés Georg Everhard Rumph y el médico y geólogo danés Niels Steensen.
El compromiso del modelador de cera Clemente Susini hizo posible crear una gran cantidad de modelos de cera anatómicos que retratan la musculatura del cuerpo humano, los órganos internos, los huesos, el ojo, el oído y la nariz. Se necesitaban seis salas para exhibir los numerosos modelos de cera.
El primer núcleo de la colección se amplió en los años siguientes con nuevas exposiciones que fueron realizadas, primero por motivos de estudio, luego especialmente por motivos educativos, por los talleres que se albergaron en el Palacio Torrigiani desde los inicios del Museo Reale.

## El Jardín Botánico y la Specola

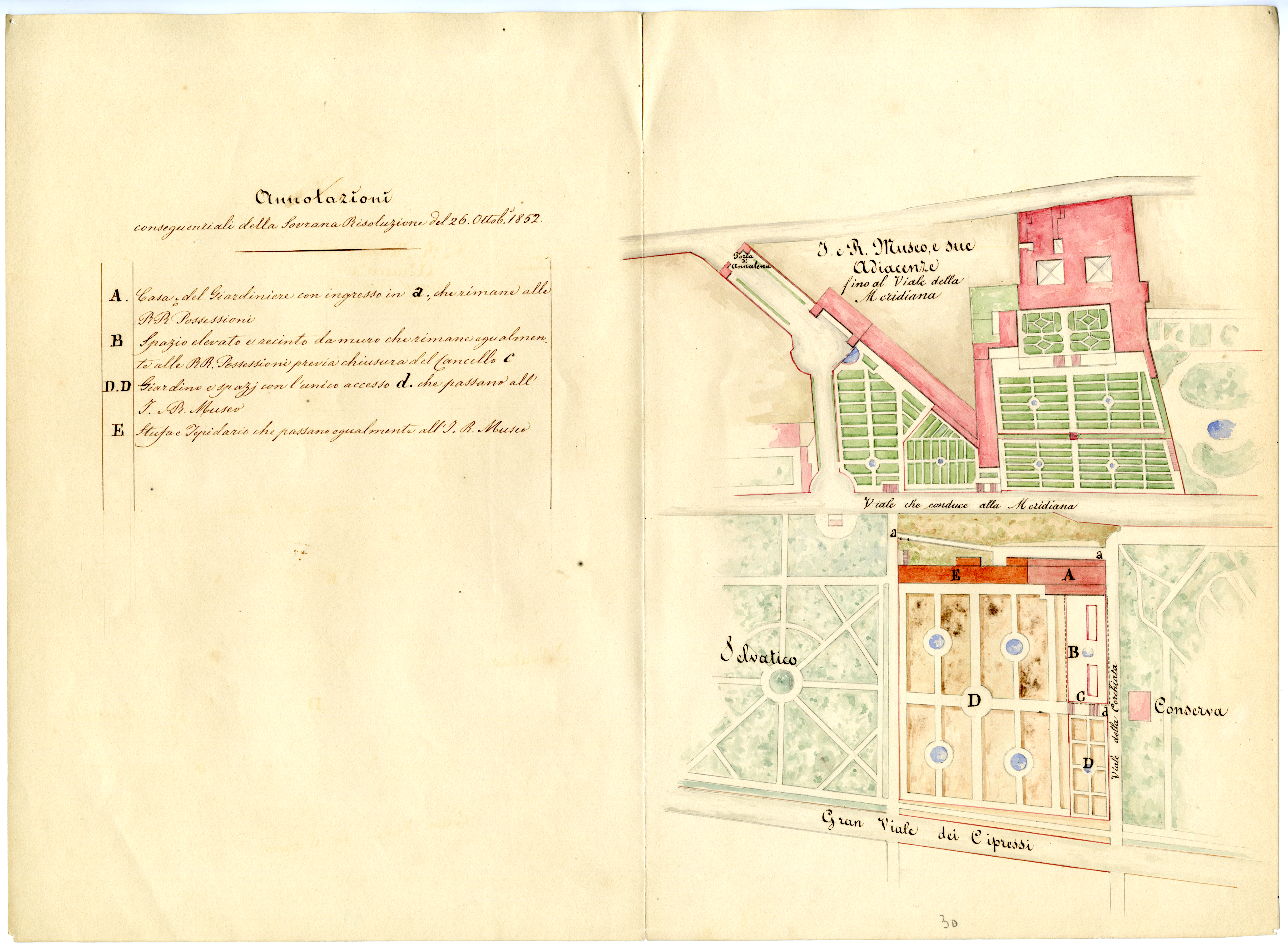
Mapa del Jardín Botánico del Museo Real

El Palacio Torrigiani bordeaba los Jardines de Boboli, y esta era una buena oportunidad para crear un jardín botánico, cuya dirección fue confiada a Attilio Zuccagni. El jardín albergaba varias especies de plantas clasificadas según la taxonomía linneana, que asignaba un nombre y una clase adecuados a cada planta, señalando también su posible uso médico.
Mientras se llevaban a cabo las obras de renovación del palacio, Fontana ya tenía la intención de convertir el Torrino (pequeña torre) en un observatorio astronómico y meteorológico. Cuando en 1775 conoció a Johann III Bernoulli, astrónomo del rey de Prusia y director del observatorio de Berlín, Fontana le pidió algunas sugerencias, pero la gran corte ducal estuvo de acuerdo sólo en parte con las ideas de Bernoulli. La escasez de hábiles artesanos hizo que Fontana decidiera comprar los instrumentos necesarios en Londres. Los grandes gastos provocaron un gran retraso en la finalización de las obras, que se prolongó hasta 1796, cuando Fabbroni asignó al astrónomo Domenico de Vecchi la responsabilidad de reorganizar el observatorio y comenzar a recopilar datos astronómicos.
Fontana pensó que el museo debía organizarse según el orden de la naturaleza, debidamente clasificado. La planta baja albergaba, además de los almacenes, minerales de la Toscana y el laboratorio de química; el laboratorio de física, la biblioteca y las colecciones de zoología se ubicaron en el primer piso; En el segundo piso se exhibían modelos de cera, peluches, fósiles y piedras preciosas. De este modo, los visitantes y los estudiosos pudieron viajar desde el microcosmos (la química) a través de los elementos de la naturaleza hasta el macrocosmos (la astronomía) en el observatorio .

## El Liceo
A Fontana le hubiera gustado fundar una "sociedad de científicos" —una nueva Accademia del Cimento— destinada a investigar y difundir nuevos descubrimientos, pero la corte gran-ducal no apoyó su plan porque era demasiado caro. Fabbroni, que ocupó el puesto de Fontana como director del museo en 1805, complementó la investigación con la actividad educativa. Pero fue sólo su sucesor, Girolamo Bardi, quien pudo abrir un liceo en la plaza Torrigiani en 1807.
Las primeras cátedras que se establecieron fueron las de Botánica y Anatomía, a cargo de Ottaviano Targioni Tozzetti y el cirujano Filippo Uccelli, respectivamente, pero pronto se crearon cuatro más. Las asignaturas impartidas en el liceo fueron seis, a saber, Química, Física experimental y teórica, Astronomía, Historia natural y Anatomía comparada.
El liceo fue en realidad una institución de corta duración, porque el gran duque Fernando III de Lorena, que volvió al poder después de la caída de Napoleón I, quería que el museo interrumpiera las actividades educativas y volviera a la conservación y la investigación.
Vincenzo Antinori, quien se convirtió en director del museo en 1829, reinició el proyecto pedagógico y estableció las cátedras de Física, Anatomía y Zoología comparada, y Mineralogía y geología, que fueron otorgadas a Leopoldo Nobili, Gaspero Mazzi y Filippo Nesti respectivamente. Los deberes educativos y museológicos estaban estrechamente relacionados, ya que los profesores titulares también eran los curadores de las colecciones. En los años siguientes se crearon nuevas cátedras, lo que hizo del liceo un instituto cada vez más importante tanto para estudios especializados como para investigación.

## Los Archivos Meteorológicos Centrales Italianos
En 1839, con motivo de la Primera Conferencia de Científicos Italianos en Pisa, los asistentes celebraron el desarrollo de los estudios meteorológicos y destacaron la necesidad de convertir la meteorología en una ciencia. El museo acogió esta esperanza y en 1844 publicó un memorando pidiendo a los observatorios italianos que ayudaran en la creación de un Archivo Meteorológico Central. El objetivo era recopilar, organizar y publicar todos los datos de las observaciones meteorológicas en Italia. Se consideró que la cooperación y el intercambio de información eran la condición necesaria para el avance de la meteorología en Italia y en todo el mundo. En consecuencia, los Archivos establecieron una estrecha red de relaciones con observatorios, así como científicos europeos y estadounidenses.

## El movimiento de las colecciones
En 1859, el museo se convirtió en la sección de Ciencias Físicas y Naturales del Istituto di Studi Superiori Pratici e di Perfezionamento (Instituto de Estudios Avanzados y Especializados), que fue fundado en Florencia por el Gobierno Provisional de Toscana.
A partir de entonces, las actividades educativas, la investigación y la conservación de las colecciones se fueron separando cada vez más. En 1872, las observaciones astronómicas se trasladaron al nuevo Observatorio de Arcetri. Los instrumentos y máquinas utilizados para la enseñanza se colocaron en las distintas secciones del Instituto, que estaban destinadas a convertirse en departamentos de la Universidad de Florencia. Las colecciones de zoología permanecieron en el Palacio Torrigiani, que hoy alberga el Museo La Specola. Los especímenes botánicos se recolectaron en el Giardino dei Semplici (el jardín botánico). La exhibición de instrumentos históricos en la Tribuna de Galileo y las salas adyacentes se mantuvo sin cambios y en 1874 fue nombrada Museo degli Strumenti Antichi di Astronomía e di Fisica (Museo de Antiguos Instrumentos Astronómicos y Físicos). En 1875, Ferdinando Meucci comenzó a catalogar aquellos instrumentos que en 1929, después de algunos altibajos, se convirtieron en patrimonio del Istituto e Museo di Storia della Scienza, hoy Museo Galileo.

## Los Archivos del Reale Museo
Los registros de archivo producidos por el Reale Museo entre 1780 y 1872, que se almacenaron por primera vez en el Departamento de Física de la Universidad de Florencia, se encuentran hoy en la Biblioteca del Museo Galileo.
Esta colección es la fuente más importante para reconstruir la historia del Reale Museo y sus relaciones con las principales instituciones científicas de Europa, así como para conocer los múltiples instrumentos de las colecciones del museo y los eventos relacionados.